# Leopold Hawelka
Leopold Hawelka také Leopold Havelka (11. dubna 1911 Kautendorf – 29. prosince 2011 Vídeň) byl rakouský gastronom moravského původu, zakladatel a provozovatel kavárny Café Hawelka.

## Život
Jeho otec Bohumil Havelka (19. října 1886), původem švec, pocházel z moravského Jáchymova a společně s rodinou se přestěhoval do Mistelbachu, kde se dne 20. října 1910 oženil s Marií Svobodovou, a kde Leopold prožil velkou část svého mládí. Ve čtrnácti letech se s rodiči znovu stěhoval, tentokrát do Vídně. Zde Leopold pracoval jako číšník v restauraci Deierl, v níž se seznámil s Josefinou Danzbergerovou (1914–2005), s níž se v roce 1936 oženil. Společně pak otevřeli svou první kavárnu Kaffee Alt Wien.
Později si otevřeli a provozovali kavárnu Café Hawelka v ulici Dorotheergasse. Během druhé světové války kavárna neprosperovala, ale období války ustála. Hawelkova kavárna se později stala jedním z nejznámějších vídeňských míst, kde se setkávali umělci, přičemž Leopold Hawelka byl milovníkem umění, a tak sbíral obrazy, jimiž zdobil svou kavárnu. Kromě toho kavárna nabízela i české buchty, důvodem byl nejspíše český původ Leopolda Hawelky.[zdroj?]
I když v roce 2005 ovdověl, Leopold Hawelka se stále společně se svou rodinou věnoval své kavárně. Na jaře 11. dubna 2011 se konala oslava jeho stých narozenin, které se kvůli zdravotním problémům již neúčastnil.
Ještě téhož roku, 29. prosince, ve Vídni zemřel. Je pohřben ve vídeňské městské části Heiligenstadt.